# MALDI

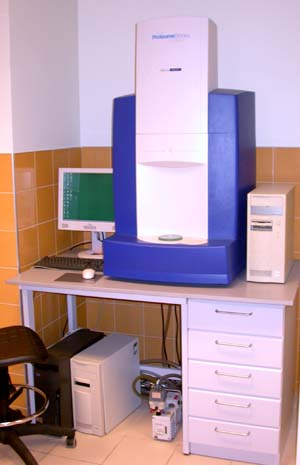
Een MALDI-TOF-massaspectrometer.

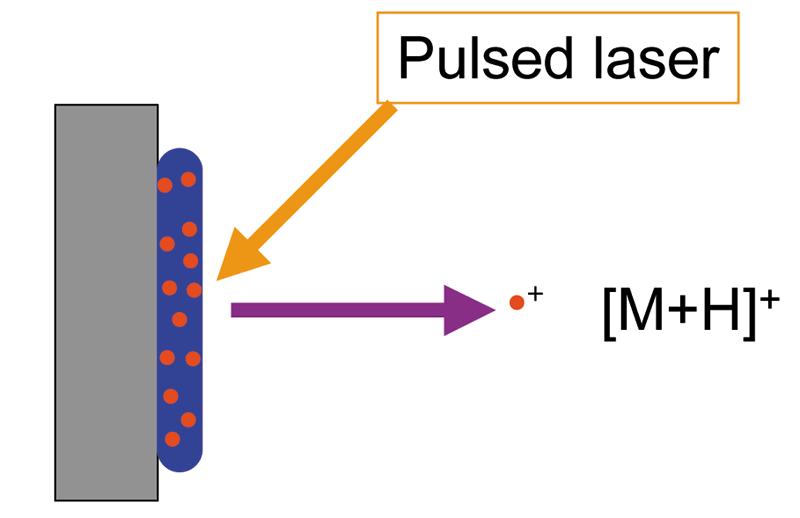
Schematische voorstelling van het desorptie/ionisatieproces.

MALDI, de afkorting van matrix assisted laser desorption/ionisation, is een belangrijk middel voor de ionisatie van monsters die worden geanalyseerd door middel van massaspectrometrie. De afkorting MALDI wordt vaak gebruikt in combinatie met andere afkortingen uit de massaspectrometrie. MALDI-TOF (matrix assisted laser desorption/ionisation time-of-flight analyzer) is bijvoorbeeld een veelgebruikte techniek om proteïnen, peptiden en polymeren te analyseren.
Bij MALDI wordt het monster gekristalliseerd samen met een zogenaamde matrix. Vervolgens worden de matrix-kristallen (met daarin dus de analieten) bestraald met een laser. Via een nog niet geheel opgehelderd proces zorgt dit ervoor dat de analieten losgemaakt worden van de matrix (desorptie) en geïoniseerd worden (ionisatie). De geladen ionen komen door het heersende spanningsveld - dat kan oplopen tot 30 kV - in een massaspectrometer terecht, alwaar de massa bepaald wordt.
MALDI kan gebruikt worden voor zeer grote moleculen, zoals eiwitten - tot 500 kDa (kilodalton). Het is een zachte ionisatietechniek, hetgeen impliceert dat de moleculen niet uiteenvallen tijdens die ionisatie. Bovendien zijn de analieten in de regel nauwelijks meervoudig geladen.

## Microbiologie
MALDI/TOF-spectra worden gebruikt voor de identificatie van micro-organismen zoals bacteriën en gisten en schimmels (fungi). Een kolonie van een te onderzoeken bacteriestam wordt direct op een plaatje uitgestreken en behandeld met matrix. De massa-spectra die gegenereerd worden door het apparaat worden geanalyseerd door speciaal voor dit doel ontworpen software en vergeleken met een groot aantal bestaande profielen. De identificatie van de naam van het genus (bv. Escherichia) en meestal ook van de species (bv. coli) gebeurt veel sneller, preciezer en goedkoper dan met de tot dan toe gebruikelijke methoden: biochemie en serologie. MALDI kan de standaardmethode worden voor identificatie van de species van een bacterie- of giststam in de medisch-microbiologische laboratoria in de komende jaren.